# Phalcon (framework)
Phalcon est un framework PHP basé sur le patron de conception MVC et qui met en avant des performances élevées. Initialement sorti en 2012, ce framework libre est disponible sous licence BSD. 
Contrairement à la majorité des frameworks PHP, Phalcon est implémenté sous la forme d'une extension écrite en langage C afin d’optimiser les performances. Cette démarche permet d'améliorer la vitesse d’exécution tout en diminuant la consommation de ressources et a pour objectif de permettre la gestion d'un plus grand nombre de requêtes par seconde par rapport à des frameworks comparables écrits en PHP. 
Cette approche a néanmoins l'inconvénient de nécessiter un accès administrateur sur le serveur afin d'installer le framework qui se présente sous forme de fichiers pré-compilés ou de sources à compiler soi-même.

## Histoire
Phalcon a été créé par Andres Gutierrez qui recherchait une nouvelle approche aux frameworks écrits en PHP.
Phalcon est un mot-valise formé de PHP et du mot Faucon en anglais (falcon) qui est l'un des animaux le plus rapide.
Phalcon 3.0.0 est sorti le 29 juillet 2016, cette version majeure inclut le support de PHP 7 et devient la première LTS (Long Term Support).
Phalcon 4.0.0 est sorti le 21 décembre 2019, cette nouvelle version majeure supporte PHP 7.2, 7.3 et 7.4. Phalcon prend désormais à la lettre les recommandations PHP nommées PSR. 
A l'heure actuelle, les PSR-3, PSR-7, PSR-11, PSR-13, PSR-16 et PSR-17 sont pris en compte. C'est aussi pour cette raison qu'il est nécessaire d'ajouter une extension nommée php-psr à PHP pour faire fonctionner Phalcon.